# Ерсінге (Мідден-Дренте)
Ерсінге (нід. Eursinge) — селище в нідерландській провінції Дренте. Входить до муніципалітету Мідден-Дренте. Його населення станом на 2004 рік складало 60 осіб.